# Дос
Дос (фр. Dausse) насеље је и општина у југозападној Француској у региону Аквитанија, у департману Лот и Гарона која припада префектури Вилнев сир Лот.
По подацима из 2011. године у општини је живело 504 становника, а густина насељености је износила 72,62 становника/km². Општина се простире на површини од 6,94 km². Налази се на средњој надморској висини од 88 метара (максималној 225 m, а минималној 73 m).

## Демографија
| 1962. | 1968. | 1975. | 1982. | 1990. | 1999. | 2011. |
| ----- | ----- | ----- | ----- | ----- | ----- | ----- |
| 284   | 311   | 308   | 343   | 399   | 429   | 504   |

График промене броја становника у току последњих година